# バイエル・レバークーゼン
- バイエル・レヴァークーゼン
- バイヤー・レヴァークーゼン
- バイエル・レーヴァークーゼン
- バイヤー・レーヴァークーゼン
- バイヤー・レーバークーゼン

バイエル04レバークーゼン（Bayer 04 Leverkusen、正式名称: Bayer 04 Leverkusen Fußball GmbH）は、ドイツ・ノルトライン＝ヴェストファーレン州レーヴァークーゼンを本拠地とするサッカークラブである。ドイツサッカーのトップリーグであるブンデスリーガに所属する。1958年から本拠地はバイ・アレーナである。
1904年、レーヴァークーゼンに本社を置くドイツの製薬会社、バイエル社の従業員によって設立された。
以前は陸上競技や体操競技、バスケットボール、ボート、テニス、ホッケーなどに関わるスポーツクラブTSVバイエル04レバークーゼンの一部門であった。1999年にサッカー部門がクラブから分離し、現在は正式に独立した組織となっている。
2023-24シーズン、欧州の全てのリーグにおける公式戦連続無敗記録を51試合に更新した。

## 概要
ブンデスリーガに所属。バイエルをスポンサーに持ち、資金提供を受けて補強を図ってきた。2002年にUEFAチャンピオンズリーグ、ブンデスリーガ、ドイツカップをあと一歩のところで逃し、全て準優勝に終わるという「準三冠」(シルバーコレクター) を達成したこともある。それ以来、他サポーターからネバークーゼンと揶揄された時期もあった。
以降のチャンピオンズリーグの成績としては、2002-03シーズンに2次グループリーグ・ラウンドまで進出した他、2004-05シーズンにおいても決勝トーナメント1回戦まで進出している。このところは、チャンピオンズリーグよりもUEFAカップへの出場機会が多く、2005-06から2007-08シーズン間に3季連続で出場をし、2006-07、2007-08シーズンにおいてはベスト8まで進出している。UEFAクラブランキングでは2008-09シーズン終了時で32位につけている。
2007年夏、DFマヌエル・フリードリヒ、DFアルトゥーロ・ビダル、DFルカス・シンキエヴィッツなど、守備陣にレギュラークラスを多数確保し、VfLボーフムで得点王を獲得したFWテオファニス・ゲカスを迎え入れた。UEFAチャンピオンズリーグ出場権を目標に掲げたが、失点数の多さから敗戦は13を数え、UEFAチャンピオンズリーグのみならずUEFAカップ出場権も逃した。
2008年夏にはミヒャエル・スキッベ監督を解任し、フェラーSDの強い推薦によりブルーノ・ラッバディア新監督を迎えた。MFセルゲイ・バルバレス、MFカルステン・ラメロウらベテランが引退したが、MFレナト・アウグスト、DFエンリケ、FWパトリック・ヘルメスなど若手の逸材を多数獲得した。2008-09シーズンはDFBポカールで準優勝し、リーグ戦でも一時、首位に立ったが、後半戦に調子を落とし、9位に終わった。またこのシーズン、ホームスタジアムのバイ・アレナが改修工事のためエスプリ・アレーナを使用した。
21得点を挙げたFWパトリック・ヘルメスが2009年6月に靭帯断裂の大怪我を負い、2009-10シーズン開幕から半年を棒に振ったが、リヴァプールから獲得したDFサミ・ヒーピアが若手主体のチームに安定感をもたらした。2009-10シーズン前半戦9勝8分0敗で、ハンブルガーSV (1982-83) 、バイエルン・ミュンヘン (1988-89) に次ぐブンデスリーガ史上3チーム目の無敗での「冬の王者」になった。
2010-11シーズンは前シーズンで「冬の王者」となった勢いをそのままに2位と「準三冠」を達成した2001-02シーズン以来の躍進を遂げた。2011-12シーズンは躍進の立役者ユップ・ハインケス監督はバイエルンへ、アルトゥーロ・ビダルはユヴェントスへ引き抜かれ、フライブルクを躍進へと導いたロビン・ドゥット新監督を迎えた。開幕戦のマインツ戦 (0-2) を落とし、勢いに乗ることができず、2012年3月31日に行われたフライブルク戦 (0-2) で公式戦5連敗を喫したことをきっかけに解任された。結果的には優勝争いに絡むことなく、5位に終わった。
2012年4月からクラブOBのサミ・ヒーピアが監督に就任。しかし、指導者のトップライセンスを保持していないため、ユースチームの監督であったサシャ・レヴァンドフスキが名目上の監督となり、2015年夏までの二頭体制を組む。しかし成績不振の責任を問われ2014年4月5日にヒーピアは監督を解任され、レヴァンドフスキが暫定監督となった。
2014年7月、レッドブル・ザルツブルクを率いていたロガー・シュミットを監督に招聘し、前線から猛烈なプレスをかけに行く能動的なスタイルを確立。さらに、グレミオから左SBのウェンデウを、シャルケ04からレンタルでDFキリアコス・パパドプーロスを、ASローマからレンタルでDFティン・イェドヴァイを、メガクラブから注目を集める逸材中の逸材であるMFハカン・チャルハノールらを獲得し、2部のアイントラハト・ブラウンシュヴァイクに期限付き移籍をしていたMFカリム・ベララビを復帰させ、戦力を充実させた。
2015年7月、メキシコ代表のハビエル・エルナンデスを獲得すると、シュテファン・キースリングと2トップを組みリーグ戦で17得点をあげて主力に定着した。 
2018年から、日本のJリーグに所属するV・ファーレン長崎とアカデミー選手育成・指導者の強化を目的に育成業務提携する事を発表した。
2021年5月、ヤング・ボイーズでスイス・スーパーリーグで3連覇を果たしたジェラルド・セオアネを監督として招聘した。DFBポカールではカールスルーエに敗北して2回戦敗退、ヨーロッパリーグではラウンド16でアタランタに敗北してラウンド16敗退となるもリーグ戦は1年を通じて安定した戦いをして19勝7分け8敗の勝ち点64でリーグ戦3位となり、来季のチャンピオンズリーグ出場権を得た。
2022年10月、チャンピオンズリーググループステージ第3節のポルト戦に敗北した後、ヴィルツやシックなど中心選手の負傷離脱によりリーグ戦も8試合1勝2分け4敗で降格圏の17位に沈んでいたこともあり、成績不振によりセオアネ監督を解任し、後任にシャビ・アロンソを招聘した。シャビ・アロンソ招聘後もしばらく苦しむが、途中リーグ戦5連勝や9戦無敗などチームの立て直しに貢献した。チャンピオンズリーグはグループステージ3位で敗退するもヨーロッパリーグに回り、ヨーロッパリーグ準決勝ではジョゼ・モウリーニョ率いるローマに敗れるもレヴァークーゼンを21年ぶりのヨーロッパリーグベスト4に導き、リーグ戦も6位に滑り込み来季のヨーロッパリーグ出場権獲得に貢献した。
2023-24シーズンはチームにとって歴史的な一年となった。MFケリム・デミルバイ、FWムサ・ディアビと中心選手の放出は一部にとどまり、ユニオン・サン＝ジロワーズからFWヴィクター・ボニフェイス、ボルシアMGからMFヨナス・ホフマン、サウサンプトンからMFネイサン・テラ、アーセナルからMFグラニト・ジャカ、ベンフィカからDFグリマルドを完全移籍で獲得し、バイエルンからDFヨシプ・スタニシッチを期限付き移籍で獲得した。
シャビ・アロンソ監督の下、開幕から公式戦で無敗を続け、リーグ戦では7試合を残してクラブ史上最多勝ち点の73に並んだ。第29節のブレーメン戦で5-0で勝利し、開幕から25勝4分とリーグ無敗の新記録を樹立するとともに、悲願のブンデスリーガ初優勝を達成し、ブンデスリーガ史上13クラブ目の優勝クラブとなり、バイエルン・ミュンヘンの12連覇を阻んだ。
また4月18日に行われたUEFAヨーロッパリーグ準々決勝2ndレグのウェストハム戦を1-1で終えたことで、今シーズン開幕からの公式戦無敗記録を「44」まで伸ばし、欧州5大リーグ（プレミアリーグ、ラ・リーガ、セリエA、ブンデスリーガ、リーグ・アン）所属クラブにおける最長記録を樹立した。
さらに5月6日のフランクフルト戦を5-1で勝利し、ベンフィカが持つ欧州無敗記録「48」に並ぶと、5月9日のUEFAヨーロッパリーグ準決勝2ndレグでローマに2-2に引き分け、36年ぶりの決勝進出と共に公式戦49戦無敗の新記録を達成した。5月18日、最終節のアウクスブルク戦に勝利し、ブンデスリーガ史上初の無敗優勝（インヴィンシブルズ）を成し遂げた。欧州5大リーグではプレストン・ノースエンド（1888-89）、ビルバオ（1929-30）、レアル・マドリード（1931-32）、ACミラン（1991-92）、アーセナル（2003-04）、ユヴェントス（2011-12）に次ぐ7クラブ目の快挙となった。
5月23日、UEFAヨーロッパリーグ決勝のアタランタ戦でアデモラ・ルックマンにハットトリックを許し敗戦した。これにより、公式戦連続無敗記録が「51」で途絶えた。しかし、DFBポカール決勝ではブンデスリーガ2部所属のカイザースラウテルンに勝利し、31年ぶりに同大会を制した。2023-24シーズンは国内2冠の快挙を達成して幕を閉じた。
2024-25シーズン、ヨナタン・ターやジェレミー・フリンポン、フロリアン・ヴィルツなどの主力選手やシャビ・アロンソ監督の流出の噂が絶えなかったが、主力選手の流出はホッフェンハイムに移籍したアダム・フロジェク、アタランタに買取OP付きレンタルで移籍したオディロン・コスヌの2選手にとどまった。一方、MFアレイシ・ガルシアを昨季クラブ史上初めてCL出場権獲得と躍進したジローナから、FWマルタン・テリエとDFジャニュエル・ベロシアンをスタッド・レンヌから、DFノルディ・ムキエレをPSGから獲得し、戦力アップに努めた。
リーグ戦開幕直前のDFLスーパーカップでは、テリエの一発退場もあり、昨季2位のシュツットガルトに一時逆転されるも、十八番の後半終盤のゴールで追いつき、PK戦の末、シュツットガルトを破り早くもシーズン1タイトル目を獲得した。ブンデスリーガ第2節では強豪RBライプツィヒと激突し、ロイス・オペンダの2ゴールなどで2点差を逆転されて2-3の逆転負けを喫して、2023-24シーズンの開幕節から続けてきたブンデスリーガ無敗記録が35で途絶えた。

## タイトル

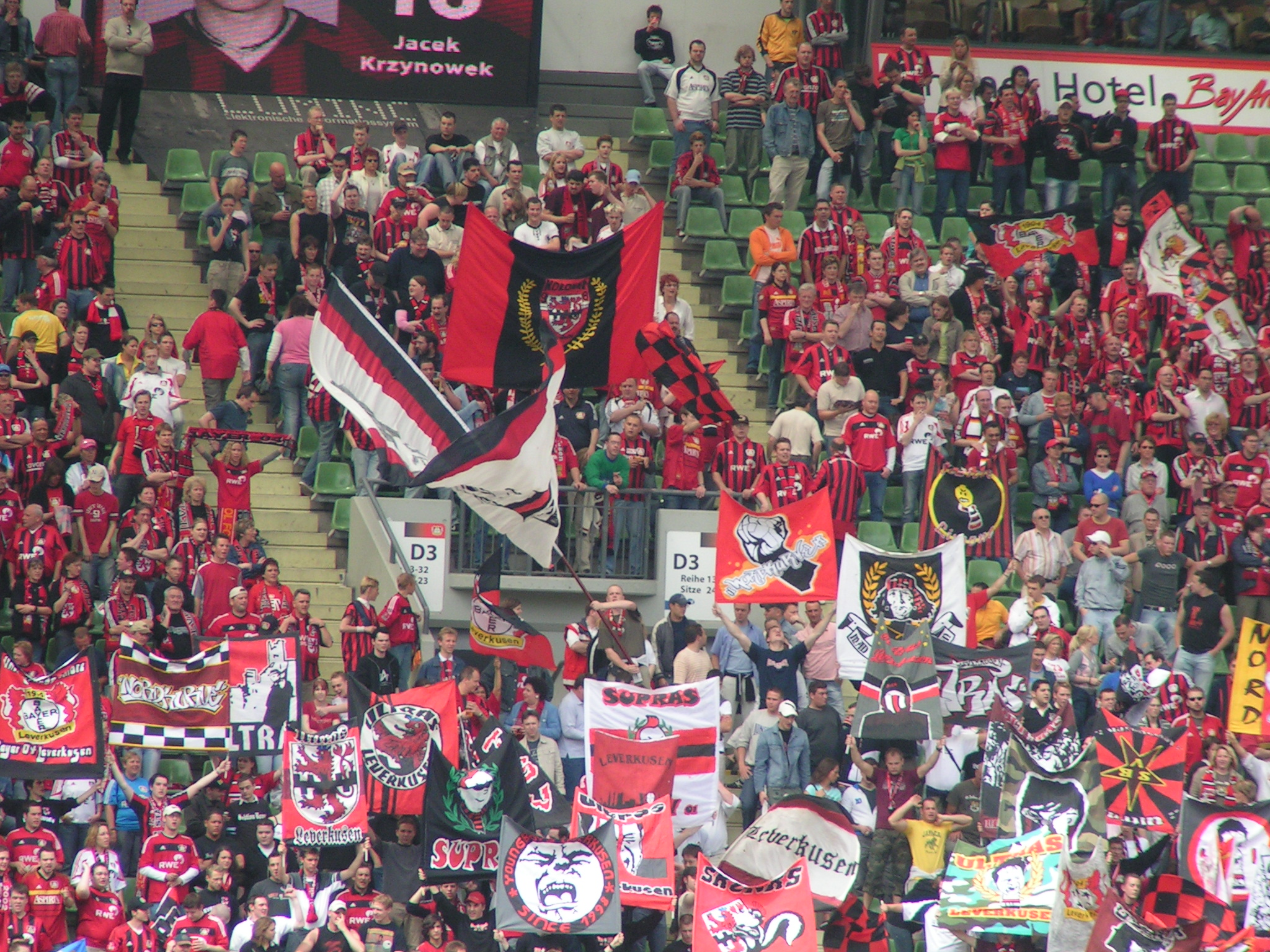
バイエル・レバークーゼンのサポーター（バイ・アレーナにて）

### 国内タイトル
- ブンデスリーガ：1回 
  - 2023-24
- DFBポカール：2回 
  - 1992-93, 2023-24
- DFLスーパーカップ：1回 
  - 2024

### 国際タイトル
- UEFAカップ：1回
  - 1987-88

## 過去の成績
| シーズン | リーグ戦          | リーグ戦 | リーグ戦 | リーグ戦 | リーグ戦 | リーグ戦 | リーグ戦 | リーグ戦 | リーグ戦 | DFBポカール  | 欧州カップ | 欧州カップ           |
| シーズン | ディビジョン      | 試       | 勝       | 分       | 敗       | 得       | 失       | 点       | 順位     | DFBポカール  | 欧州カップ | 欧州カップ           |
| -------- | ----------------- | -------- | -------- | -------- | -------- | -------- | -------- | -------- | -------- | ------------ | ---------- | -------------------- |
| 1979-80  | ブンデスリーガ1部 | 34       | 12       | 8        | 14       | 45       | 61       | 32       | 12位     | 2回戦敗退    |            |                      |
| 1980-81  | ブンデスリーガ1部 | 34       | 10       | 10       | 14       | 52       | 53       | 30       | 11位     | 2回戦敗退    |            |                      |
| 1981-82  | ブンデスリーガ1部 | 34       | 9        | 7        | 18       | 45       | 72       | 25       | 16位     | 3回戦敗退    |            |                      |
| 1982-83  | ブンデスリーガ1部 | 34       | 10       | 9        | 15       | 43       | 66       | 29       | 11位     | 2回戦敗退    |            |                      |
| 1983-84  | ブンデスリーガ1部 | 34       | 13       | 8        | 13       | 50       | 50       | 34       | 7位      | 1回戦敗退    |            |                      |
| 1984-85  | ブンデスリーガ1部 | 34       | 9        | 13       | 12       | 52       | 54       | 31       | 13位     | 準々決勝敗退 |            |                      |
| 1985-86  | ブンデスリーガ1部 | 34       | 15       | 10       | 9        | 63       | 51       | 40       | 6位      | 準々決勝敗退 |            |                      |
| 1986-87  | ブンデスリーガ1部 | 34       | 16       | 7        | 11       | 56       | 38       | 39       | 6位      | 2回戦敗退    | UC         | 2回戦敗退            |
| 1987-88  | ブンデスリーガ1部 | 34       | 10       | 12       | 12       | 53       | 60       | 32       | 8位      | 1回戦敗退    | UC         | 優勝                 |
| 1988-89  | ブンデスリーガ1部 | 34       | 10       | 14       | 10       | 45       | 44       | 34       | 8位      | 準決勝敗退   | UC         | 1回戦敗退            |
| 1989-90  | ブンデスリーガ1部 | 34       | 12       | 15       | 7        | 40       | 32       | 39       | 5位      | 2回戦敗退    |            |                      |
| 1990-91  | ブンデスリーガ1部 | 34       | 11       | 13       | 10       | 47       | 46       | 35       | 8位      | 2回戦敗退    | UC         | 3回戦敗退            |
| 1991-92  | ブンデスリーガ1部 | 38       | 15       | 13       | 10       | 53       | 39       | 43       | 6位      | 準決勝敗退   |            |                      |
| 1992-93  | ブンデスリーガ1部 | 34       | 14       | 12       | 8        | 64       | 45       | 40       | 5位      | 優勝         |            |                      |
| 1993-94  | ブンデスリーガ1部 | 34       | 14       | 11       | 9        | 60       | 47       | 39       | 3位      | 準々決勝敗退 | CWC        | 準々決勝敗退         |
| 1994-95  | ブンデスリーガ1部 | 34       | 13       | 10       | 11       | 62       | 51       | 36       | 7位      | 2回戦敗退    | UC         | 準決勝敗退           |
| 1995-96  | ブンデスリーガ1部 | 34       | 8        | 14       | 12       | 37       | 38       | 38       | 14位     | 準決勝敗退   |            |                      |
| 1996-97  | ブンデスリーガ1部 | 34       | 21       | 6        | 7        | 69       | 41       | 69       | 2位      | 1回戦敗退    |            |                      |
| 1997-98  | ブンデスリーガ1部 | 34       | 14       | 13       | 7        | 66       | 39       | 55       | 3位      | 準々決勝敗退 | CL         | 準々決勝敗退         |
| 1998-99  | ブンデスリーガ1部 | 34       | 17       | 12       | 5        | 61       | 30       | 63       | 2位      | 2回戦敗退    | UC         | 2回戦敗退            |
| 1999-00  | ブンデスリーガ1部 | 34       | 21       | 10       | 3        | 74       | 36       | 73       | 2位      | ベスト16     | CL         | 1次GS敗退            |
| 1999-00  | ブンデスリーガ1部 | 34       | 21       | 10       | 3        | 74       | 36       | 73       | 2位      | ベスト16     | UC         | 3回戦敗退            |
| 2000-01  | ブンデスリーガ1部 | 34       | 17       | 6        | 11       | 54       | 40       | 57       | 4位      | ベスト16     | CL         | 1次GS敗退            |
| 2000-01  | ブンデスリーガ1部 | 34       | 17       | 6        | 11       | 54       | 40       | 57       | 4位      | ベスト16     | UC         | 3回戦敗退            |
| 2001-02  | ブンデスリーガ1部 | 34       | 21       | 6        | 7        | 77       | 38       | 69       | 2位      | 準優勝       | CL         | 準優勝               |
| 2002-03  | ブンデスリーガ1部 | 34       | 11       | 7        | 16       | 47       | 56       | 40       | 15位     | 準決勝敗退   | CL         | 2次GS敗退            |
| 2003-04  | ブンデスリーガ1部 | 34       | 19       | 8        | 7        | 73       | 39       | 65       | 3位      | ベスト16     |            |                      |
| 2004-05  | ブンデスリーガ1部 | 34       | 16       | 9        | 9        | 65       | 44       | 57       | 6位      | 2回戦敗退    | CL         | ベスト16             |
| 2005-06  | ブンデスリーガ1部 | 34       | 14       | 10       | 10       | 64       | 49       | 52       | 5位      | 2回戦敗退    | UC         | 1回戦敗退            |
| 2006-07  | ブンデスリーガ1部 | 34       | 15       | 6        | 13       | 54       | 49       | 51       | 5位      | 2回戦敗退    | UC         | 準々決勝敗退         |
| 2007-08  | ブンデスリーガ1部 | 34       | 15       | 6        | 13       | 57       | 40       | 51       | 7位      | 1回戦敗退    | UC         | 準々決勝敗退         |
| 2008-09  | ブンデスリーガ1部 | 34       | 14       | 7        | 13       | 59       | 46       | 49       | 9位      | 準優勝       |            |                      |
| 2009-10  | ブンデスリーガ1部 | 34       | 15       | 14       | 5        | 65       | 38       | 59       | 4位      | 2回戦敗退    |            |                      |
| 2010-11  | ブンデスリーガ1部 | 34       | 20       | 8        | 6        | 64       | 44       | 68       | 2位      | 2回戦敗退    | EL         | ベスト16             |
| 2011-12  | ブンデスリーガ1部 | 34       | 15       | 9        | 10       | 52       | 44       | 54       | 5位      | 1回戦敗退    | CL         | ベスト16             |
| 2012-13  | ブンデスリーガ1部 | 34       | 19       | 8        | 7        | 65       | 39       | 65       | 3位      | ベスト16     | EL         | ベスト32             |
| 2013-14  | ブンデスリーガ1部 | 34       | 19       | 4        | 11       | 60       | 41       | 61       | 4位      | 準々決勝敗退 | CL         | ベスト16             |
| 2014-15  | ブンデスリーガ1部 | 34       | 17       | 10       | 7        | 62       | 37       | 61       | 4位      | 準々決勝敗退 | CL         | ベスト16             |
| 2015-16  | ブンデスリーガ1部 | 34       | 18       | 6        | 10       | 56       | 40       | 60       | 3位      | 準々決勝敗退 | CL         | GS敗退               |
| 2015-16  | ブンデスリーガ1部 | 34       | 18       | 6        | 10       | 56       | 40       | 60       | 3位      | 準々決勝敗退 | EL         | ベスト16             |
| 2016-17  | ブンデスリーガ1部 | 34       | 11       | 8        | 15       | 53       | 55       | 41       | 12位     | 2回戦敗退    | CL         | ベスト16             |
| 2017-18  | ブンデスリーガ1部 | 34       | 15       | 10       | 9        | 58       | 44       | 55       | 5位      | 準決勝敗退   |            |                      |
| 2018-19  | ブンデスリーガ1部 | 34       | 18       | 4        | 12       | 69       | 52       | 58       | 4位      | ベスト16     | EL         | ベスト32             |
| 2019-20  | ブンデスリーガ1部 | 34       | 19       | 6        | 9        | 61       | 44       | 63       | 5位      | 準優勝       | CL         | GS敗退               |
| 2019-20  | ブンデスリーガ1部 | 34       | 19       | 6        | 9        | 61       | 44       | 63       | 5位      | 準優勝       | EL         | 準々決勝敗退         |
| 2020-21  | ブンデスリーガ1部 | 34       | 14       | 10       | 10       | 53       | 39       | 52       | 6位      | ベスト16     | EL         | ベスト32             |
| 2021-22  | ブンデスリーガ1部 | 34       | 19       | 7        | 8        | 80       | 47       | 64       | 3位      | 2回戦敗退    | EL         | ベスト16             |
| 2022-23  | ブンデスリーガ1部 | 34       | 14       | 8        | 12       | 57       | 49       | 50       | 6位      | 1回戦敗退    | CL         | グループステージ敗退 |
| 2022-23  | ブンデスリーガ1部 | 34       | 14       | 8        | 12       | 57       | 49       | 50       | 6位      | 1回戦敗退    | EL         | 準決勝敗退           |
| 2023-24  | ブンデスリーガ1部 | 34       | 28       | 6        | 0        | 89       | 24       | 90       | 1位      | 優勝         | EL         | 準優勝               |

## 現所属メンバー
ブンデスリーガ 2023-24シーズン　基本フォーメーション（3-4-2-1）
2025年1月31日現在
注：選手の国籍表記はFIFAの定めた代表資格ルールに基づく。
| No. | Pos. |                | 選手名                        |
| --- | ---- | -------------- | ----------------------------- |
| 1   | GK   | フィンランド   | ルーカス・フラデツキー ()     |
| 3   | DF   | エクアドル     | ピエロ・インカピエ ★          |
| 4   | DF   | ドイツ         | ヨナタン・ター ()             |
| 5   | DF   | スペイン       | マリオ・エルモソ              |
| 7   | MF   | ドイツ         | ヨナス・ホフマン              |
| 8   | MF   | ドイツ         | ロベルト・アンドリッヒ        |
| 10  | MF   | ドイツ         | フロリアン・ヴィルツ          |
| 11  | MF   | フランス       | マルタン・テリエ              |
| 12  | DF   | ブルキナファソ | エドモン・タプソバ ★          |
| 13  | DF   | ブラジル       | アルトゥール ★                |
| 14  | FW   | チェコ         | パトリック・シック            |
| 16  | MF   | アルゼンチン   | エミリアーノ・ブエンディア () |
| 17  | GK   | チェコ         | マチェイ・コヴァージュ        |

| No. | Pos. |              | 選手名                      |
| --- | ---- | ------------ | --------------------------- |
| 19  | FW   | イングランド | ネイサン・テラ ()           |
| 20  | DF   | スペイン     | アレハンドロ・グリマルド    |
| 21  | FW   | モロッコ     | アミン・アドリ ()           |
| 22  | FW   | ナイジェリア | ヴィクター・ボニフェイス ★  |
| 23  | DF   | フランス     | ノルディ・ムキエレ ()       |
| 24  | MF   | スペイン     | アレイクス・ガルシア        |
| 25  | MF   | アルゼンチン | エセキエル・パラシオス ★    |
| 30  | DF   | オランダ     | ジェレミー・フリンポン ()   |
| 34  | MF   | スイス       | グラニト・ジャカ ★          |
| 36  | GK   | ドイツ       | ニクラス・ロム              |
| 39  | DF   | トーゴ       | サディク・フォファナ ()     |
| 44  | DF   | フランス     | ジャニュエル・ベロシアン () |

※括弧内の国旗はその他の保有国籍を、星印はEU圏外選手を示す。

### ローン移籍選手
in
注：選手の国籍表記はFIFAの定めた代表資格ルールに基づく。
| No. | Pos. |          | 選手名                                       |
| --- | ---- | -------- | -------------------------------------------- |
| 5   | DF   | スペイン | マリオ・エルモソ (ローマ)                    |
| 23  | DF   | フランス | ノルディ・ムキエレ (パリ・サンジェルマン) () |

| No. | Pos. |              | 選手名                                           |
| --- | ---- | ------------ | ------------------------------------------------ |
| 16  | MF   | アルゼンチン | エミリアーノ・ブエンディア (アストン・ヴィラ) () |

out
注：選手の国籍表記はFIFAの定めた代表資格ルールに基づく。
| No. | Pos. |                  | 選手名                                               |
| --- | ---- | ---------------- | ---------------------------------------------------- |
| --  | DF   | コートジボワール | オディロン・コスヌ (アタランタ)                      |
| --  | MF   | ベルギー         | ノア・エンバンバ (フォルトゥナ・デュッセルドルフ) () |

| No. | Pos. |            | 選手名                            |
| --- | ---- | ---------- | --------------------------------- |
| --  | MF   | コロンビア | グスタボ・プエルタ (ハル・シティ) |